# Creu de Santa Càndida
La Creu de Santa Càndida és una obra d'Orpí (Anoia) inclosa a l'Inventari del Patrimoni Arquitectònic de Catalunya.

## Descripció
Creu llatina de pedra amb els braços de secció prismàtica. Presenta els extrems decorats amb el motiu d'una fulla similar a les del roure o el card. Els braços estan units a la zona del creuer per motllures calades que recorden traceria gòtica formant un rosetó. Per la part superior del braç transversal, unint-se amb el tram superior de la creu, les motllures de traceria han estat substituïdes per dues figuretes, probablement d'àngels custodis, la postura dels quals s'adapta al lloc que ocupen tot contorsionant el cos. La magolla és un bloc octogonal decorat amb dos escuts heràldics i sis personatges.

## Història
Creu conservada prop la població d'Orpí fins a la guerra civil espanyola. Posteriorment passà a formar part del Museu de la Pell i Comarcal de l'Anoia, d'Igualada, amb el número d'inventari: 29